# Grundsatz der Wirkungserstreckung
Der Grundsatz der Wirkungserstreckung (auch Prinzip der Wirkungserstreckung) legt fest, dass einer ausländischen gerichtlichen Entscheidung im Inland eines anderen Staates diejenigen Wirkungen beigelegt werden, die ihr in dem Staat zukommen, in dessen Hoheitsgebiet diese Entscheidung ursprünglich erlassen wurde.
Grundsätzlich gibt es keine exterritoriale Wirkung von staatlichen Gerichtsentscheidungen. Die Wirksamkeit der Gerichtsentscheidungen endet regelmäßig an der Staatsgrenze und erstreckt sich regelmäßig nur auf die Verfahrensbeteiligten bzw. deren Rechtsnachfolger (wenige Ausnahmen möglich). Staaten könne jedoch die Anerkennung und somit Erstreckung der Wirkung von Gerichtsentscheidungen auf das jeweilig andere Hoheitsgebiet vereinbaren (Völkerrechtlicher Vertrag) oder faktisch gegenseitig anerkennen (Gegenseitigkeit, auch Reziprozität).
Die innerhalb der Europäischen Union bekannteste Rechtsgrundlage für die Anerkennung, Wirkungserstreckung und Vollstreckung von Gerichtsentscheidungen ist die EuGVVO (früher Brüsseler Übereinkommen – EuGVÜ). Im Rahmen der EFTA das Lugano-Übereinkommen. Daneben bestehen zahlreiche bilaterale Abkommen zwischen Staaten oder eben Gegenseitigkeit.

## Grenzen des Grundsatzes der Wirkungserstreckung
Die Grenzen der Rechtskraft einer gerichtlichen Entscheidung sind nach dem Grundsatz der Wirkungserstreckung nach dem Recht des Staates zu beurteilen, welcher die Entscheidung erlassen hat (Erststaat). Die Gerichtsentscheidung kann daher in einem anderen Staat nur die Wirkungen entfalten, welche im Erststaat der Entscheidung möglich sind. Diese anzuerkennenden Grenzen der Wirkungen der gerichtlichen Entscheidung im Erststaat ist dabei unabhängig davon, ob diese Wirkungen in der gerichtlichen Entscheidung genannt werden. Das Gericht des anderen Staates hat die Voraussetzungen, die Anwendungsbreite und die Grenzen der Wirkung der gerichtlichen Entscheidung im Erststaat von sich aus zu erheben und anzuwenden. „Zu den erstreckten Urteilswirkungen gehört vor allem die materielle Rechtskraft, deren objektive und subjektive Grenzen folglich dem Prozessrecht des Urteilsstaates folgen (BGH, FamRZ 2008, 400).“

## Voraussetzungen
Die Voraussetzungen, um den Grundsatz der Wirkungserstreckung anwenden zu können, sind je nach völkervertraglicher Regelung zu beurteilen, welcher wiederum die Anerkennung der gerichtlichen Entscheidung in den beiden Staaten unterliegt.
Voraussetzungen für die Anerkennung sind grundsätzlich (Beispiele, müssen nicht immer alle gleichzeitig vorliegen):
- beide Staaten sind Vertragsstaaten eines Abkommens oder es wird Gegenseitigkeit verbürgt;
- die Parteien des Verfahrens haben den (Wohn-)Sitz in jeweils einem dieser beiden Staaten (Ausnahmen möglich);
- internationale Zuständigkeit des Gerichtes im Erststaat;
- vorliegen einer endgültigen[3] gerichtlichen Entscheidung aus einem der beiden Mitgliedstaaten des völkerrechtlichen Abkommens, welche
- in einem rechtsstaatlichen Verfahren vor einem unabhängigen Gericht ergangen ist;
- das Rechtsgebiet, welches von der Entscheidung betroffen ist, findet im völkerrechtlichen Abkommen Deckung (z. B. es ist eine Zivil- oder Handelsrechtssache)[4];
- es liegen keine vertraglichen Ausschlussgründe vor;
- es liegt keine missbräuchliche Rechtsinanspruchnahme durch eine der Parteien vor;[5] und
- es liegt kein Verstoß gegen den ordre public vor.

Bei Vorliegen der entsprechenden Voraussetzung über die Anerkennung der gerichtlichen Entscheidung kann eine Wirkungserstreckung erfolgen.

## Beispiel
Wird z. B. von einer Partei in einem anderen Staat (Anerkennungsstaat) Präklusion (Ausschluss) für eine bestimmte Rechtshandlung oder Rechte geltend gemacht, so sind die Voraussetzungen, Grenzen und Wirkungen anhand des Rechtes des Erststaates zu beurteilen, welcher die gerichtliche Entscheidung erlassen hat.

## Wirkungserstreckung im Schiedsgerichtsverfahren
Eine Wirkungserstreckung kann auch vertraglich im Rahmen von Schiedsgerichtsverfahren oder auch durch völkerrechtliche Abkommen vereinbart werden. Die Vollstreckbarkeitsbestätigung und damit Wirkungserstreckung eines Schiedsspruchs erfolgt oftmals im Rahmen eines Exequaturverfahrens.
Siehe auch bzgl. Schiedssprüche das New Yorker Übereinkommen über die Anerkennung und Vollstreckung ausländischer Schiedssprüche (1958).

## Rechtsprechung
- EuGH Rechtssache, Urteil vom 4. Februar 1988, Hoffmann, 145/86, Slg. 1988, 645.
- EuGH Rechtssache, Urteil vom 28. April 2009, Apostolides (C-420/07, Slg. 2009, I-3571, Randnr. 66).
- EuGH Rechtssache, Urteil vom 15. November 2012, Gothaer Allgemeine Versicherung AG ua/Samskip GmbH (C-456/11, RNr 34).